# Harings Tweewielers

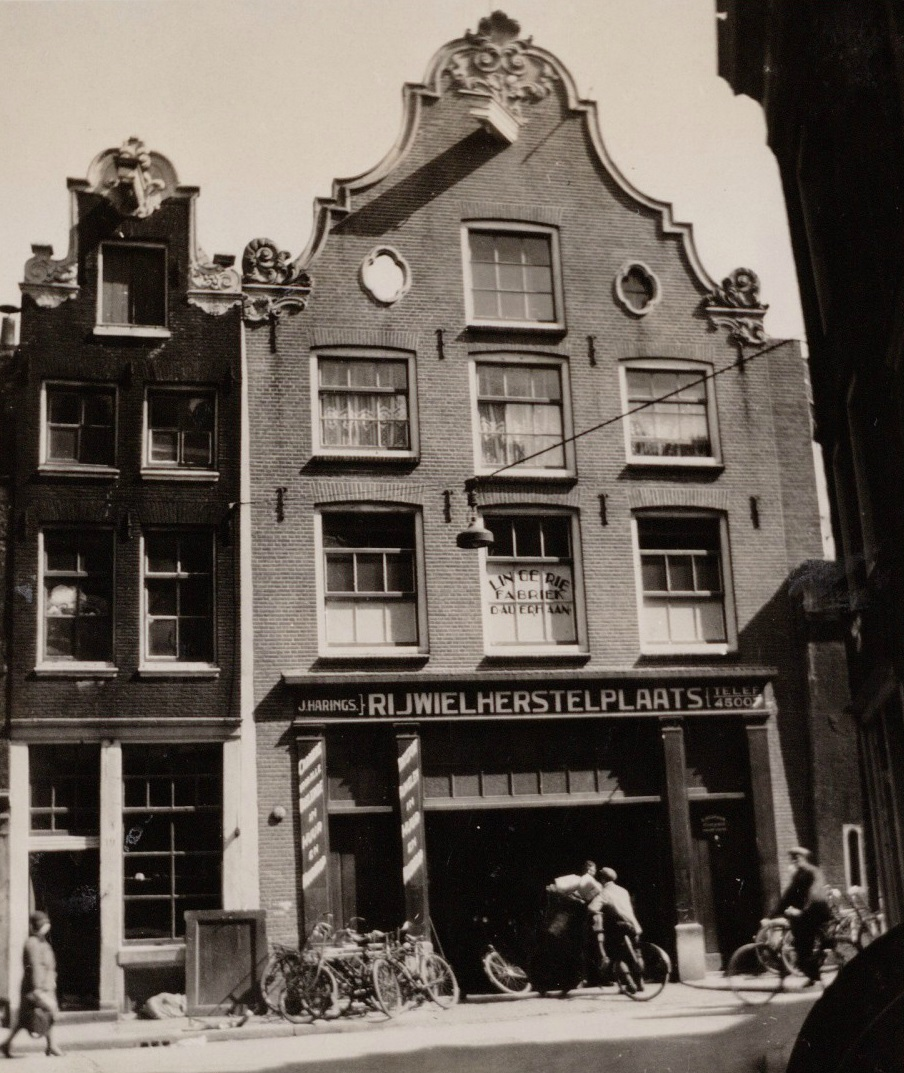
Rijwielherstelplaats van J. Harings I aan de Keizersstraat ca. 1930

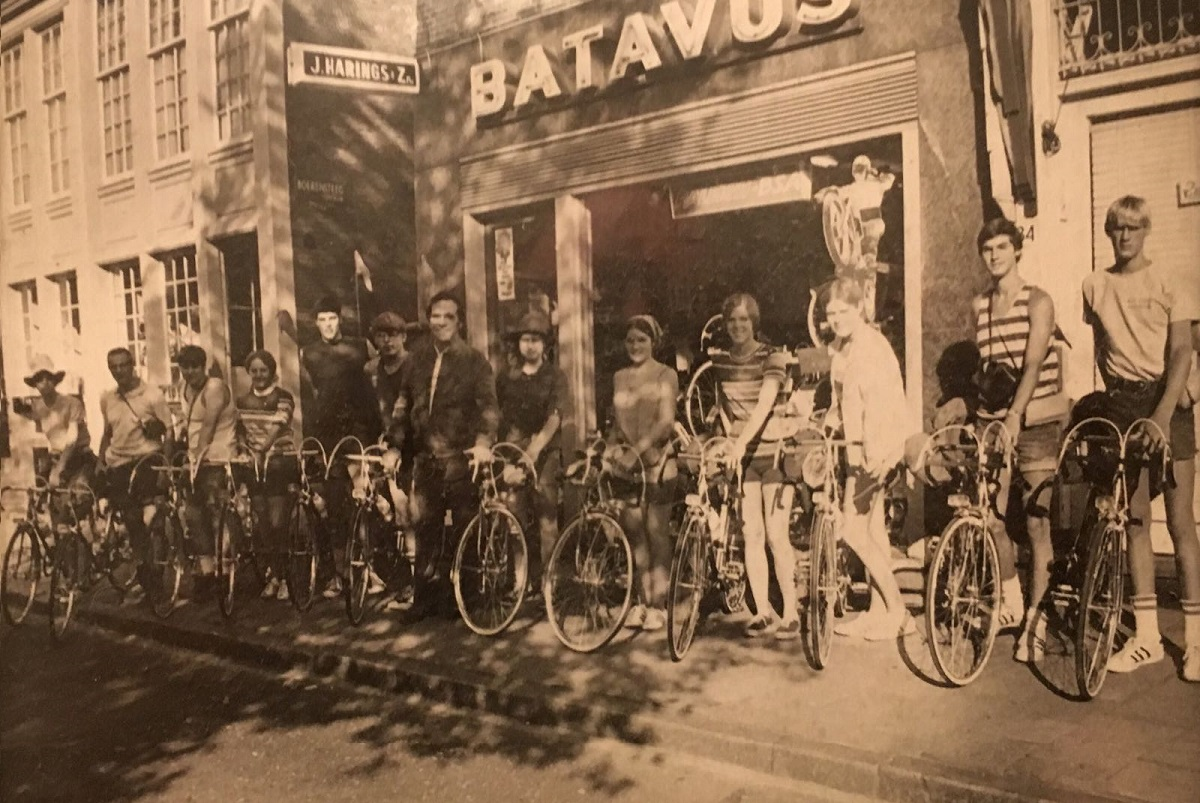
J. Harings II verkoopt twaalf Peugeot racefietsen aan een Canadese reisorganisatie ca. 1970.

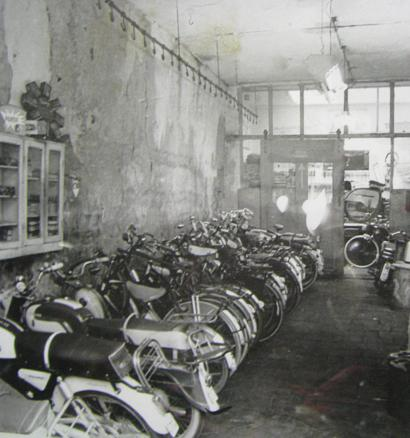
De opslag en stalling van de fietsen en brommers met achterin nog een werkplaats.

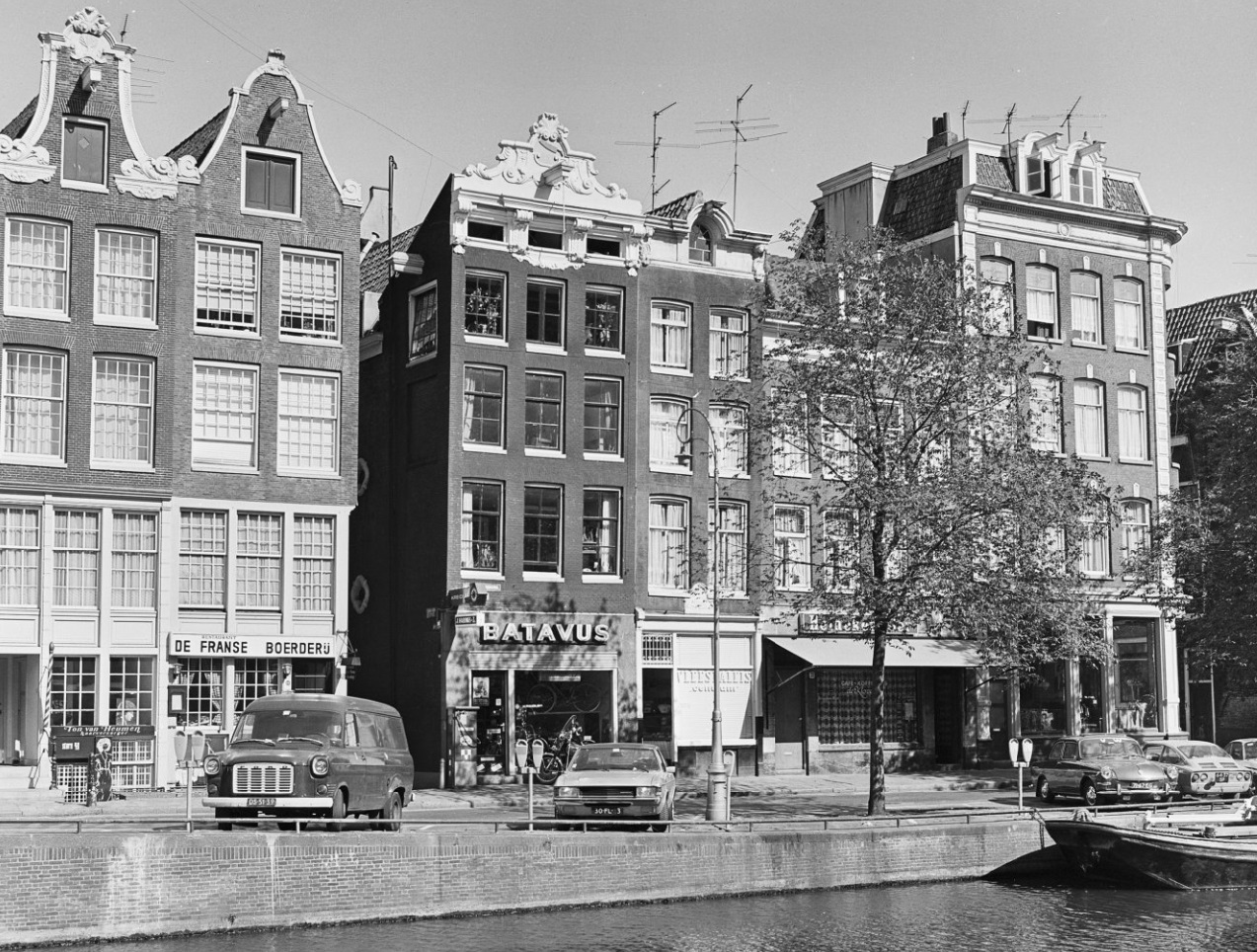
Grachtenpand van J. Harings II met een woonhuis en winkel Harings & Zn. aan de Kloveniersburgwal 36 in 1976

Harings Tweewielers is een van de oudste geregistreerde rijwielzaken van Nederland. In 2024 bestaat de onderneming 125 jaar. Ze werd opgericht in 1899, en in 1913 geregistreerd in de handelsregisters van de Kamer van Koophandel en Fabrieken te Amsterdam. In de begintijd van de onderneming was zij gevestigd in Amsterdam aan onder andere de Eerste van Swindenstraat, Keizersstraat en Kloveniersburgwal. Sinds 1972 is het bedrijf gevestigd in Almelo.

## Geschiedenis
In 1899 begon de 21-jarige smid Joop Harings met de vervaardiging, reparatie, verhuur, onderhoud en verkoop van fietsen en bakfietsen vanuit een rijwielherstelplaats nabij de Nieuwmarkt in het centrum van Amsterdam. In verloop van tijd opende hij nog drie vestigingen in dezelfde stad.
Aan het begin van de twintigste eeuw trok de middenstand aan als gevolg van de stijgende welvaart. Ambachtslieden bouwden hun zelfstandige onderneming vaak op naast een veilig hoofdinkomen. In het begin werkte Joop Harings, die niet van plan was om zijn vaders tapperij en logement over te nemen, 's nachts als smid in de Amsterdamse haven en maakte hij overdag in zijn werkplaats zelf fietsframes. Na het moffelen werden dit complete afgewerkte fietsen voor de verkoop en verhuur. Hiervoor maakte de onderneming veel gebruik van de diensten van een dichtbijgelegen moffelarij, die nieuwe fietsframes zwart moffelde, maar ook oude, gereinigde frames van een nieuwe zwarte (moffel)laklaag voorzag.
Harings bleef uitbreiden in de Keizerstraat met winkels op nr. 6 en 15, de werkplaats op nr. 21 en de opslag c.q. stalling op nr. 17 en 26. We lezen in advertenties dat zij werknemers zochten om fietsen te repareren.
Rond 1964 moest de buurt wijken voor de bouw van de Amsterdamse metro en in 1966 werd het bedrijf verplaatst naar de Kloveniersburgwal 36. Met winkel en showroom richtte Harings zich sinds de jaren '60 steeds meer op particulieren. Fietsen en bromfietsen werden tentoongesteld in etalages van De Bijenkorf op het Damrak.
In 1972 opende een filiaal in Almelo, dat in 1980 na de sluiting van het bedrijf in Amsterdam de hoofdvestiging werd. Het Almelose filiaal heeft een winkel met showroom, werkplaats, opslag en vuurwerkbunker. Sinds 1995 verkoopt de onderneming vuurwerk onder de handelsnaam Harings Vuurwerk. Het bedrijf is met een webwinkel actief in België, Duitsland, Nederland en het Verenigd Koninkrijk en heeft klanten in de hele wereld.

## Tijdperk van de bakfiets
Een van de oorzaken waardoor de onderneming  een voorspoedige groei doormaakte was het toenemende gebruik van de bakfiets. Veel grote bedrijven vervoerden goederen en diensten lokaal per bakfiets. Met name de gemeente en de Universiteit van Amsterdam waren grootverbruikers. Reparaties aan de openbare rioleringen in Amsterdam werden doorgaans uitgevoerd door twee gemeentearbeiders met een bakfiets. Deze bakfietsen werden zo intensief door de hele stad gebruikt, dat er continu onderhoud en vervanging nodig was.  Ook de Universiteit van Amsterdam vervoerde in die tijd haar goederen per bakfiets. Later werden dit motorbakfietsen met bak en deksel, van binnen bekleed met zink, en met de kleuren en het logo van de Universiteit met de hand op de buitenkant van de bak geschilderd. Door de opkomst van de auto nam het gebruik van bakfietsen geleidelijk af en na 1960 verdwenen zij vrijwel geheel uit het straatbeeld.

### Klantenkring
Joop Harings sloot duurovereenkomsten voor bakfietsen met de Amsterdamsche Bank, de Rotterdamsche Bank, Hollandsche Bank-Unie, Universiteit van Amsterdam (UvA) en de Gemeente Amsterdam. Ook koffiebranderij Alex Meijer & Co, cosmeticabedrijf L'Oréal, drogisterij Jacob Hooy en spellenfabrikant Jumbo behoorden lange tijd tot de klantenkring. Verder maakten ook talrijke kleinere ondernemers zoals bakkers, slagers, wasserijen, vodden-, kippen- en eierboeren en zuurventers gebruik van transport- en bakfietsen van Harings.

## Locomotief en andere merken
Naast verkoper van eigen handgemaakte fietsen was Harings Locomotief-, BSA-, Rudge- en Batavus-dealer. Ze verkochten bromfietsen van het merk Peugeot en waren hiervan merkdealer.

## Bedrijfsopvolging
Inmiddels staat de vierde generatie aan het roer in het familiebedrijf. Joop I (1878 - 1956) en Joop III (1947) bestuurden de onderneming ruim vijftig en Joop II (1923-1996) veertig jaar. 
Vanaf omstreeks 1940 kwam Joop II Harings, de zoon van de oprichter Joop I Harings, werken in de rijwielhandel. Het bedrijf ging vanaf dat moment verder als Harings & Zn. Joop I Harings is in 1956 in Amsterdam overleden.
In 1972 opende Joop III Harings, de kleinzoon van de oprichter, een fietsenwinkel in Almelo. In 1980 ging zijn vader met pensioen en werd de winkel in Amsterdam gesloten. 
Justin Harings, de achterkleinzoon van de oprichter, werd in 2015 vennoot in de onderneming. Zijn moeder Lia Harings was al vennoot. De handelsnaam van de onderneming werd vanaf dat moment Harings Tweewielers v.o.f.. Sinds het pensioen van Joop (en Lia) Harings in 2022 gaat het bedrijf weer door als Harings Tweewielers.